# Уеслей
Уеслей Раймундо Перрейра да Сілва (порт. Uéslei Raimundo Pereira da Silva, нар. 19 квітня 1972, Салвадор, Бразилія) — бразильський футболіст, що грав на позиції нападника.

## Ігрова кар'єра
У дорослому футболі дебютував 1992 року виступами за команду клубу «Баїя», в якій провів три сезони, взявши участь у 34 матчах чемпіонату.
Згодом з 1995 по 1996 рік грав у складі команд клубів «Фламенго» та «Гуарані» (Кампінас).
Своєю грою за останню команду привернув увагу представників тренерського штабу клубу «Сан-Паулу», до складу якого приєднався 1996 року. Відіграв за команду із Сан-Паулу наступний сезон своєї ігрової кар'єри.
Протягом 1997—2000 років захищав кольори клубів «Віторія» (Салвадор), «Баїя» та «Інтернасьйонал».
2000 року уклав контракт з клубом «Нагоя Грампус», у складі якого провів наступні п'ять років своєї кар'єри гравця. Більшість часу, проведеного у складі «Нагоя Грампус», був основним гравцем атакувальної ланки команди. У складі «Нагоя Грампус» був одним з головних бомбардирів команди. У сезоні 2003, маючи 22 забитих м'ячі в активі, став найкращим бомбардиром сезону.
З 2005 по 2007 рік продовжував кар'єру в клубах «Баїя», «Атлетіко Мінейро» та «Санфречче Хіросіма».
Завершив професійну ігрову кар'єру у клубі «Ойта Трініта», за команду якого виступав протягом 2008—2009 років.

## Досягнення
- Найкращий бомбардир бразильської Серії B: 1999 (25 голів)
- Найкращий бомбардир Джей-ліги: 2003 (22 голи)
- Володар Кубка Джей-ліги: 2008